# 堀吉孝
堀 吉孝（ほり よしたか、1933年4月20日 - ）は、日本の元スピードスケート選手である。

## 人物
樺太出身。第二次世界大戦後苫小牧に引揚げ、苫小牧市立苫小牧東小学校、苫小牧市立苫小牧東中学校、苫小牧工業高校を経て富士製鐵室蘭製鉄所に入社。
1956年にコルティナダンペッツォオリンピックに出場、500m17位、1500m23位、5000m46位だった。
4年後のスコーバレーオリンピックでは500m16位、1500m29位だった。